# A New York Rangers játékosainak listája
Ez a lista minden olyan jégkorongozót tartalmaz, aki legalább egy mérkőzésen pályára lépett a National Hockey League-ben szereplő New York Rangers színeiben.
 
Tartalomjegyzék: 
| Ábécé szerinti tartalomjegyzék                      |
| --------------------------------------------------- |
| A B C D E F G H I J K L M N O P Q R S T U V W X Y Z |

## A
- Taffy Abel,
- Murray Abramson,
- Doug Adam,
- Lloyd Ailsby,
- Andy Aitkenhead,
- Clint Albright,
- George Allen,
- Mike Allison,
- Bill Allum,
- Tony Amonte,
- Glenn Anderson,
- Lorne Anderson,
- Kent-Erik Andersson,
- Peter Andersson,
- Steve Andrascik,
- Paul Andrea,
- Lou Angotti,
- Artem Anyiszimov,
- Hub Anslow,
- Syl Apps, Jr.,
- Dave Archibald,
- Derek Armstrong,
- Oscar Asmundson,
- Hardy Åström,
- Walt Atanas,
- Ron Attwell,
- Oscar Aubuchon,
- Sean Avery,
- Don Awrey,
- Vernon Ayres,

## B
- Pete Babando,
- Christian Backman,
- Mike Backman,
- Bill Baker,
- Steve Baker,
- Jozef Balej,
- Dave Balon,
- Jeff Bandura,
- Drew Bannister,
- Ivan Baranka,
- Matthew Barnaby,
- Dave Barr,
- Jim Bartlett,
- Cliff Barton,
- Andy Bathgate,
- Frank Bathgate,
- Frank Beaton,
- Barry Beck,
- John Bednarski,
- Dan Belisle,
- Brendan Bell,
- Bruce Bell,
- Gordon Bell,
- Harry Bell,
- Joe Bell,
- Linthwaite Bend,
- Curt Bennett,
- Rick Bennett,
- Doug Bentley,
- Max Bentley,
- Bryan Berard,
- Gordon Berenson,
- Bill Berg,
- Blair Betts,
- Jeff Beukeboom,
- Bill Beveridge,
- Nick Beverley,
- Martin Biron,
- Bob Blackburn,
- Dan Blackburn,
- Don Blackburn,
- Mike Blaisdell,
- Jeff Bloemberg,
- Sylvain Blouin,
- Tim Bothwell,
- Dick Bouchard,
- Joel Bouchard,
- Frank Boucher,
- Leo Bourgeault,
- Phil Bourque,
- Paul Boutilier,
- Lionel Bouvrette,
- Johnny Bower,
- Jack Bownass,
- Billy Boyd,
- Donald Brashear
- Doug Brennan,
- Rich Brennan,
- John Brenneman,
- Stephane Brochu,
- Bob Brooke,
- Paul Broten,
- Arnie Brown,
- Brad Brown,
- Harold Brown,
- Larry Brown,
- Stan Brown,
- Jeff Brubaker,
- Glen Brydson,
- Ralph Buchanan,
- Hy Buller,
- Pavel Bure,
- Kelly Burnett,
- Gary Burns,
- Norm Burns,
- Jerry Butler,
- Steve Buzinski,
- Dane Byers,
- Jerry Byers,

## C
- Larry Cahan,
- Eric Cairns,
- Ryan Callahan,
- Frank Callighen,
- Angus Cameron,
- Terry Carkner,
- Bobby Carpenter,
- Gene Carr,
- Lorne Carr,
- Gene Carrigan,
- Bill Carse,
- Gerald Carson,
- Anson Carter,
- Jay Caufield,
- Lorne Chabot,
- William Chalmers,
- Todd Charlesworth,
- Rick Chartraw,
- Bob Chrystal,
- Shane Churla,
- Hank Ciesla,
- Zdeno Ciger,
- Joe Cirella,
- Dan Clark,
- Bruce Cline,
- Dan Cloutier,
- Ryane Clowe,
- Bill Collins,
- Matthew Lamont Colville,
- Neil Colville,
- Les Colwill,
- Jim Conacher,
- Pat Conacher,
- Pete Conacher,
- Bert Connelly,
- Cam Connor,
- Bill Cook,
- Bun Cook,
- Hal Cooper,
- Joe Cooper,
- Art Coulter,
- Russ Courtnall,
- Danny Cox,
- Bob Crawford,
- Dave Creighton,
- Cory Cross,
- Brian Cullen,
- Matt Cullen,
- Ray Cullen,
- Bob Cunningham,
- Ian Cushenan,
- Paul Cyr,
- Hank D'Amore,

## D

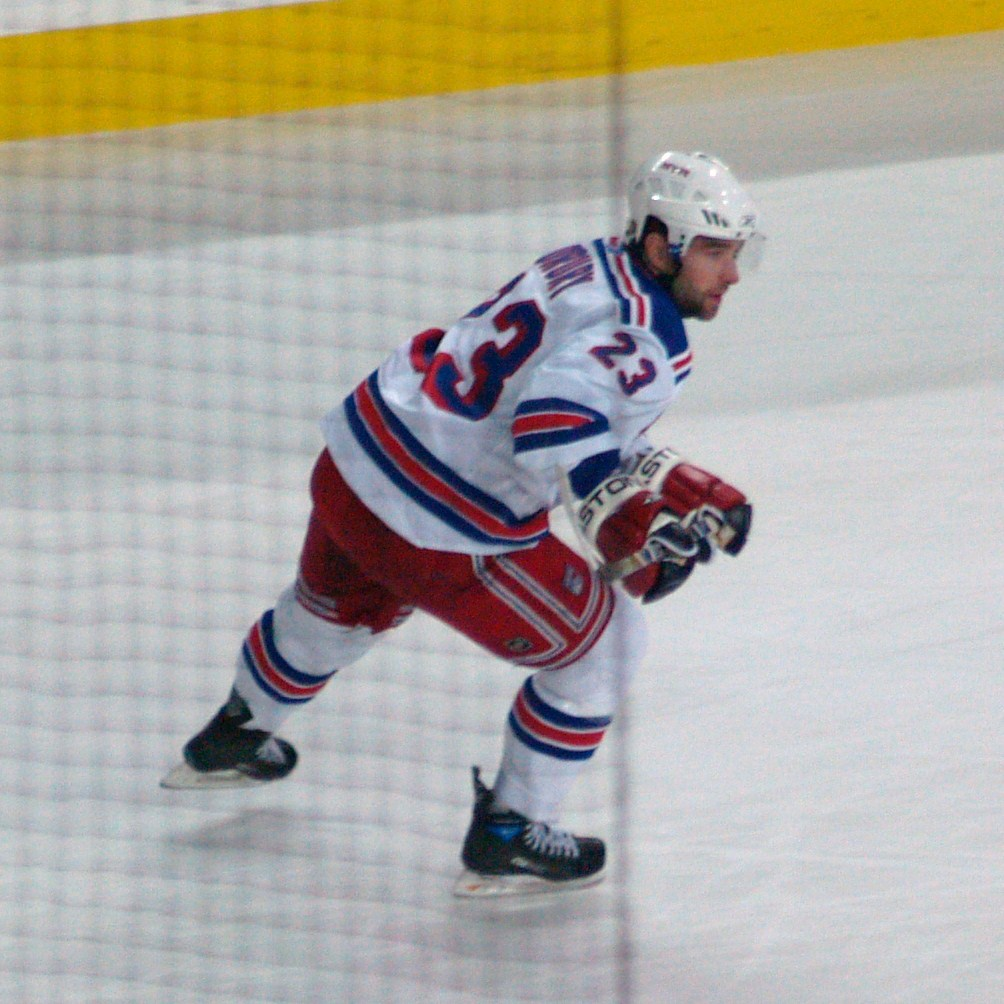
Chris Drury

- Ulf Dahlén,
- Alexandre Daigle,
- Gordon Davidson,
- John Davidson,
- Ken Davies,
- Jason Dawe,
- Nigel Dawes,
- Greg de Vries,
- Billy Dea,
- Lucien DeBlois,
- Bob DeCourcy,
- Val Delory,
- Michael Del Zotto,
- Ab DeMarco Sr,
- Tony Demers,
- Jean Denis,
- Victor Desjardins,
- Andre Deveaux,
- Tom Dewar,
- Herb Dickenson,
- Bob Dill,
- Cecil Dillon,
- Wayne Dillon,
- Rob DiMaio,
- Marcel Dionne,
- Par Djoos,
- Gary Doak,
- Jason Doig,
- Tie Domi,
- Ted Donato,
- Mike Donnelly,
- Andre Dore,
- Jim Dorey,
- Bruce Driver,
- Jim Drummond,
- Chris Drury,
- Dave Dryden,
- Christian Dube,
- Brandon Dubinsky,
- Dick Duff,
- Marc Dufour,
- Ron Duguay,
- Craig Duncanson,
- Mike Dunham,
- Andre Dupont,
- Brodie Dupont,
- Pascal Dupuis,
- Benoit Dusablon,
- Laudas Joseph Dutkowski,
- Radek Dvořák,
- Gordie Dwyer,
- Henry Dyck,

## E
- Dallas Eakins,
- Mike Eastwood,
- Frank Eddolls,
- Pat Egan,
- Jack Egers,
- Jan Erixon,
- Bob Errey,
- Phil Esposito,
- Jack Evans,
- Bill Ezinicki,

## F
- Trevor Fahey,
- Bill Fairbairn,
- Dave Farrish,
- Rico Fata,
- Glen Featherstone,
- Fjodor Fjodorov,
- Brent Fedyk,
- Tony Feltrin,
- Paul Fenton,
- Chris Ferraro,
- Peter Ferraro,
- Ray Ferraro,
- Jeff Finley,
- Peter Fiorentino,
- Dunc Fisher,
- Alex Fitzpatrick,
- Patrick Flatley,
- Reg Fleming,
- Theoren Fleury,
- Gerry Foley,
- Val Fonteyne,
- Lou Fontinato,
- Colin Forbes,
- Harry Foster,
- Herb Foster,
- Nick Fotiu,
- Emile Francis,
- Jimmy Franks,
- Archie Fraser,
- Scott Fraser,
- Dan Fritsche,
- Bob Froese,
- Robbie Ftorek,

## G
- Marián Gáborík,
- Bill Gadsby,
- Dave Gagner,
- Norman Gainor,
- Maxim Galanov,
- Bruce Gamble,
- Bert Gardiner,
- Cal Gardner,
- Dudley Garrett,
- Mike Gartner,
- Fern Gauthier,
- Jean-Guy Gendron,
- Bernie Geoffrion,
- Ken Gernander,
- Eddie Giacomin,
- Greg Gilbert,
- Rod Gilbert,
- Curt Giles,
- Randy Gilhen,
- Jere Gillis,
- Matt Gilroy
- Daniel Girardi,
- Alexandre Giroux,
- Howie Glover,
- Pete Goegan,
- Bill Goldsworthy,
- Leroy Goldsworthy,
- Hank Goldup,
- Scott Gomez,
- Daniel Goneau,
- Billy Gooden,
- Jack Gordon,
- Ben Gosselin,
- Phil Goyette,
- Jevgenyij Gracsev
- Tony Granato,
- Gilles Gratton,
- Norm Gratton,
- Adam Graves,
- Alex Gray,
- Josh Green,
- Mike Green,
- Ron Greschner,
- Wayne Gretzky,
- Jari Grönstrand,
- Michal Grosek,
- Jocelyn Guevremont,
- Aldo Guidolin,
- Alekszej Guszarov,

## H
- Vic Hadfield,
- Carl Hagelin,
- Adam Hall,
- Wayne Hall,
- Al Hamilton,
- Ken Hammond,
- Ted Hampson,
- Roman Hamrlík
- Glen Hanlon,
- John Hanna,
- Pat Hannigan,
- Mark Hardy,
- Ron Harris,
- Ed Harrison,
- Mike Hartman,
- Doug Harvey,
- Todd Harvey,
- Kevin Hatcher,
- Gordie Haworth,
- Paul Healey,
- Glenn Healy,
- Mark Heaslip,
- Randy Heath,
- Andy Hebenton,
- Guy Hebert,
- Anders Hedberg,
- Ilkka Heikkinen,
- Bill Heindl,
- Barrett Heisten,
- Ott Heller,
- Raimo Helminen,
- Camille Henry,
- Jim Henry,
- Wally Hergesheimer,
- Orville Heximer,
- Bryan Hextall,
- Bryan Hextall,
- Dennis Hextall,
- Bill Hicke,
- Greg Hickey,
- Pat Hickey,
- Ike Hildebrand,
- Jim Hiller,
- Wilbert Hiller,
- Wayne Hillman,
- Corey Hirsch,
- Jan Hlavac,
- Milan Hnilicka,
- Ken Hodge,
- Bobby Holik,
- Jerry Holland,
- Ryan Hollweg,
- Johan Holmqvist,
- Greg Holst,
- Chris Holt,
- Miloslav Horava,
- Tim Horton,
- Bronco Horvath,
- Ed Hospodar,
- Marcel Hossa,
- Vic Howe,
- Harry Howell,
- Ron Howell,
- Willie Huber,
- Mike Hudson,
- John Hughes,
- Bobby Hull,
- Jody Hull,
- Fred Hunt,
- Larry Huras,
- Mike Hurlbut,
- Ron Hutchinson,

## I
- Jarkko Immonen,
- Earl Ingarfield, Sr.,
- Ron Ingram,
- Ted Irvine,
- Ivan Irwin,
- Brad Isbister,

## J
- Don Jackson,
- Jeff Jackson,
- Percy Jackson,
- Jaromír Jágr,
- James Jamieson,
- Mark Janssens,
- Doug Jarrett,
- Pierre Jarry,
- Larry Jeffrey,
- Chris Jensen,
- Vitalij Jeremejev,
- Joe Jerwa,
- Andreas Johansson,
- Don Johns,
- Ivan Johnson,
- Jim Johnson,
- Kim Johnsson,
- Ed Johnstone,
- Bob Jones,
- Bing Juckes,
- Bill Juzda,

## K
- Robert Kabel,
- Alex Kaleta,
- Dmitrij Kalinyin,
- Valerij Kamenszkij,
- Sheldon Kannegiesser,
- Dave Karpa,
- Alekszandr Karpovtszev,
- Darjusz Kaszparajtyisz,
- Mike Keane,
- Mike Keating,
- Melville Keeling,
- Ralph Keller,
- Chris Kenady,
- Dean Kennedy,
- Ernie Kenny,
- Dave Kerr,
- Tim Kerr,
- Kris King,
- Steven King,
- Bobby Kirk,
- Bob Kirkpatrick,
- Kelly Kisio,
- Kurt Kleinendorst,
- Terry Kleisinger,
- Tomáš Klouček,
- Julian Klymkiw,
- Mike Knuble,
- Joey Kocur,
- Chad Kolarik
- Makszim Kondratyev,
- Chris Kontos,
- Mike Korney,
- Lauri Korpikoski,
- Dick Kotanen,
- Chris Kotsopoulos,
- Alekszej Kovaljov,
- Steve Kraftcheck,
- Chris Kreider,
- Jason Krog,
- Joe Krol,
- Jim Krulicki,
- Adolph Kukulowicz,
- Stu Kulak,
- Ed Kullman,
- Alan Kuntz,
- Jari Kurri,
- Orland Kurtenbach,
- Larry Kwong,
- Bill Kyle,
- Walter Kyle,
- Nick Kypreos,

## L

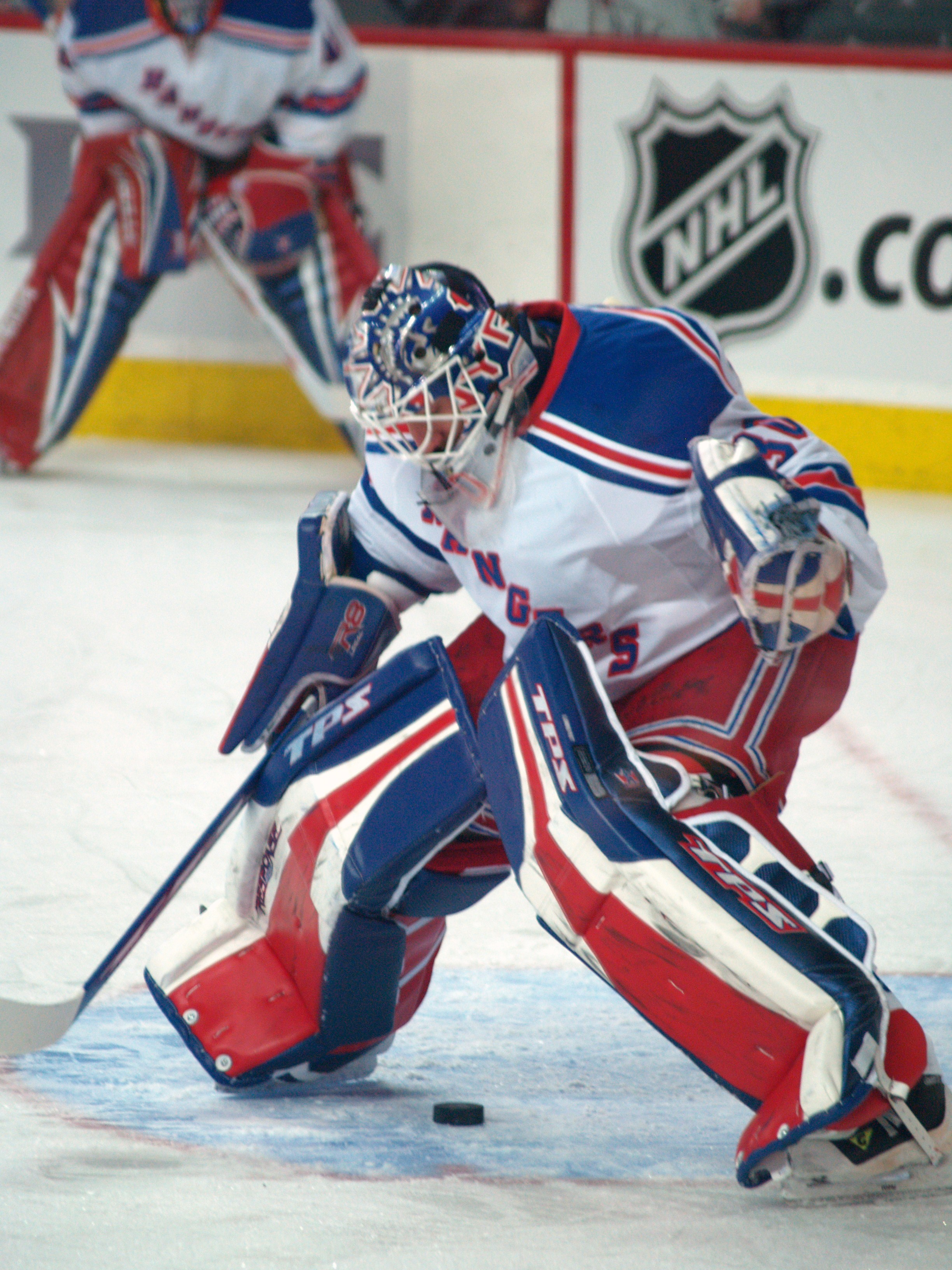
Henrik Lundqvist

- Mike Labadie,
- Jason LaBarbera,
- Jean-François Labbé,
- Gord Labossiere,
- Max Labovitch,
- Guy Labrie,
- Dan LaCouture,
- Daniel Lacroix,
- Eric Lacroix,
- Nathan LaFayette,
- Guy Lafleur,
- Pat LaFontaine,
- Jason Lafreniere,
- Tom Laidlaw,
- Lane Lambert,
- Jean Lamirande,
- Bryce Lampman,
- Jack Lancien,
- Myles Lane,
- Darren Langdon,
- Albert Langlois,
- Ian Laperriere,
- Edgar Laprade,
- Steve Larmer,
- Claude Larose,
- Cory Larose,
- Pierre Larouche,
- Steve Larouche,
- Norm Larson,
- James Latos,
- Phil Latreille,
- Peter Laviolette,
- Brian Lawton,
- Hal Laycoe,
- Jim Leavins,
- Al LeBrun,
- Albert Leduc,
- Grant Ledyard,
- Brian Leetch,
- Sylvain Lefebvre,
- Roger Leger,
- Randy Legge,
- Mikko Leinonen,
- Réal Lemieux,
- Tony Leswick,
- Joe Levandoski,
- Alex Levinsky,
- Danny Lewicki,
- Dale Lewis,
- Igor Liba,
- Doug Lidster,
- David Liffiton,
- Johan Lindbom,
- Eric Lindros,
- Richard Lintner,
- Bill Lochead,
- Troy Loney,
- Jim Lorentz,
- Kevin Lowe,
- Norman Lowe,
- Don Luce,
- Harry Lumley,
- Pentti Lund,
- Jamie Lundmark,
- Henrik Lundqvist,
- Roman Lyashenko,

## M
- Kilby MacDonald,
- Jason MacDonald,
- Parker MacDonald,
- Hubert Macey,
- Bruce MacGregor,
- Ian MacIntosh,
- Norm Maciver,
- Bill MacKenzie,
- Reg Mackey,
- John MacLean
- Brian MacLellan,
- Bob MacMillan,
- Al MacNeil,
- Craig MacTavish,
- Johnny Mahaffey,
- Vlagyimir Malahov,
- Manny Malhotra,
- Marek Malík,
- Troy Mallette,
- Dave Maloney,
- Don Maloney,
- Felix Mancuso,
- Mike Maneluk,
- Cesare Maniago,
- Jackie Mann,
- Ray Manson,
- Paul Mara,
- Henry Maracle,
- Todd Marchant,
- Dave Marcinyshyn,
- Ray Markham,
- Jussi Markkanen,
- Mario Marois,
- Gilles Marotte,
- Bert Marshall,
- Don Marshall,
- Clare Martin,
- Charlie Mason,
- Stephane Matteau,
- Brad Maxwell,
- Jim Mayer,
- Sammy McAdam,
- Chris McAllister,
- Ken McAuley,
- Dunc McCallum,
- Jack McCartan,
- Dan McCarthy,
- Sandy McCarthy,
- Rob McClanahan,
- Shawn McCosh,
- Bill McCreary Sr.,
- Bill McDonagh,
- Ryan McDonagh
- John McDonald,
- Wilfred McDonald,
- Robert McDonald,
- Mike McDougall,
- Peter McDuffe,
- Mike McEwen,
- Donald McGregor,
- John McIntyre,
- Tony McKegney,
- Steve McKenna,
- Don McKenney,
- John McKenzie,
- Kirk McLean,
- Jamie McLennan,
- Jack McLeod,
- Mike McMahon,
- George McPhee,
- Brian McReynolds,
- Marty McSorley,
- Dick Meissner,
- Larry Melnyk,
- Jan Mertzig,
- Joby Messier,
- Mark Messier,
- Larry Mickey,
- Nick Mickoski,
- Rick Middleton,
- Jim Mikol,
- Hib Milks,
- Corey Millen,
- Joe Miller,
- Kelly Miller,
- Kevin Miller,
- Warren Miller,
- Eddie Mio,
- Borisz Mironov,
- Bill Moe,
- Lloyd Mohns,
- Randy Moller,
- Larry Molyneaux,
- Sergio Momesso,
- Hartland Monahan,
- Dominic Moore,
- Greg Moore,
- John Moore
- Jayson More,
- Howie Morenz,
- Elwin Morris,
- Jim Morrison,
- Mark Morrison,
- Mike Mottau,
- Brian Mullen,
- Don Murdoch,
- Murray Murdoch,
- Mike Murphy,
- Ron Murphy,
- Garth Murray,
- Rem Murray,
- Jason Muzzatti,
- Vic Myles,

## N
- Markus Näslund
- Rumun Ndur,
- Stanislav Neckář,
- Václav Nedomanský,
- Petr Nedvěd,
- Jim Neilson,
- Szergej Nemcsinyov,
- Steve Nemeth,
- Lance Nethery,
- Bob Nevin,
- Kris Newbury,
- Dan Newman,
- Bernie Nicholls,
- Graeme Nicolson,
- Jeff Nielsen,
- Ville Nieminen,
- Chris Nilan,
- Ulf Nilsson,
- Brian Noonan,
- Mattias Norström,
- Lawrence Nycholat,
- Michael Nylander,

## O
- Buddy O'Connor,
- Russell Oatman,
- John Ogrodnick,
- Ed Olczyk,
- Danny Olesevich,
- David Oliver,
- Krzysztof Oliwa,
- Colton Orr,
- Jed Ortmeyer,
- Mark Osborne,
- Sandis Ozoliņš,

## P
- Wilf Paiement,
- Marcel Paille,
- Aldo Palazzari,
- Pierre-Alexandre Parenteau
- Brad Park,
- Joe Paterson,
- Larry Patey,
- James Patrick,
- Lester Patrick,
- Lynn Patrick,
- Murray Patrick,
- Steve Patrick,
- Mark Pavelich,
- Jim Pavese,
- Mel Pearson,
- Marcel Pelletier,
- Fern Perreault,
- Frank Peters,
- Garry Peters,
- Michel Petit,
- Ronald Petrovický,
- Gordon Pettinger,
- Dave Pichette,
- Alfred Pike,
- Rich Pilon,
- Ales Pisa,
- Bob Plager,
- Jacques Plante,
- Pierre Plante,
- Thomas Pock,
- Walt Poddubny,
- Rudy Poeschek,
- Bud Poile,
- John Polich,
- Greg Polis,
- Larry Popein,
- Peter Popovic,
- Tom Poti,
- Corey Potter,
- Babe Pratt,
- Dean Prentice,
- Wayne Presley,
- Noel Price,
- Pat Price,
- Sean Pronger,
- Petr Prucha,
- Dale Purinton,
- Jamie Pushor,
- Jean Pusie,

## Q
- Leo Quenneville,
- Stephane Quintal,

## R
- Karel Rachůnek,
- Don Raleigh,
- Jamie Ram,
- Jean Ratelle,
- Chuck Rayner,
- Melvin Read,
- Wade Redden,
- Bill Regan,
- Ollie Reinikka,
- Leo Reise,
- Leo Reise Jr.,
- Eric Reitz,
- Pascal Rheaume,
- Steven Rice,
- Dave Richardson,
- Steve Richmond,
- Barry Richter,
- Mike Richter,
- Curt Ridley,
- Mike Ridley,
- Vic Ripley,
- Pat Rissmiller,
- Alex Ritson,
- Wayne Rivers,
- John Roach,
- Bert Robertsson,
- Doug Robinson,
- Luc Robitaille,
- Mike Robitaille,
- Leon Rochefort,
- Normand Rochefort,
- Eddie Rodden,
- Mike Rogers,
- Dale Rolfe,
- Al Rollins,
- Len Ronson,
- Paul Ronty,
- Jim Ross,
- Bobby Rousseau,
- Ronnie Rowe,
- Jean-Yves Roy,
- Michal Rozsival,
- Steve Rucchin,
- Martin Ručínský,
- Lindy Ruff,
- Reijo Ruotsalainen,
- Duane Rupp,
- Mike Rupp,
- Church Russell,

## S
- Simo Saarinen,
- Larry Sacharuk,
- Kjell Samuelsson,
- Mikael Samuelsson,
- Ulf Samuelsson,
- Derek Sanderson,
- Charlie Sands,
- Tomas Sandström,
- Glen Sather,
- Mike Sauer,
- Marc Savard,
- Terry Sawchuk,
- Joe Schaefer,
- Chuck Scherza,
- Ken Schinkel,
- Mathieu Schneider,
- John Scott,
- Laurie Scott,
- Richard Scott,
- Ron Scott,
- Brandon Segal
- Earl Seibert,
- Rod Seiling,
- George Senick,
- Pierre Sévigny,
- Eddie Shack,
- Joe Shack,
- Brendan Shanahan,
- David Shaw,
- Bobby Sheehan,
- Ray Sheppard,
- Fred Shero,
- Alex Shibicky,
- Albert Siebert,
- Mike Siklenka,
- Dave Silk,
- Mike Siltala,
- Don Simmons,
- Chris Simon,
- Reggie Sinclair,
- Fredrik Sjöström,
- Brian Skrudland,
- Ed Slowinski,
- Clint Smith,
- Dallas Smith,
- Don Smith,
- Floyd Smith,
- Geoff Smith,
- Stanford Smith,
- Peter Smrek,
- Brad Smyth,
- Doug Soetaert,
- Art Somers,
- Glen Sonmor,
- Irv Spencer,
- Marc Staal,
- Alan Staley,
- Allan Stanley,
- Wally Stanowski,
- Harold Starr,
- Bud Stefanski,
- Pete Stemkowski,
- Derek Stepan
- Ulf Sterner,
- Kevin Stevens,
- Doug Stevenson,
- Gaye Stewart,
- Ron Stewart,
- Phillip Joseph Stock,
- Jack Stoddard,
- Blaine Stoughton,
- Neil Strain,
- Martin Straka,
- Anton Stralman
- Art Stratton,
- Art Strobel,
- Jason Strudwick,
- Doug Sulliman,
- Ronnie Sundin,
- Niklas Sundström,
- Peter Sundström,
- Bill Sweeney,
- Tim Sweeney,
- George Sullivan,
- Petr Sýkora,

## T
- Jeff Taffe,
- Dean Talafous,
- Ron Talakoski,
- Chris Tamer,
- Dave Tataryn,
- Spence Tatchell,
- Billy Taylor,
- Billy Taylor,
- Ralph Taylor,
- Ted Taylor,
- Tim Taylor,
- Christian Thomas,
- Wayne Thomas,
- Paul Thompson,
- Fred Thurier,
- Billy Tibbetts,
- Esa Tikkanen,
- Mark Tinordi,
- Walt Tkaczuk,
- Jeff Toms,
- Zellio Toppazzini,
- Wes Trainor,
- John Tripp,
- Guy Trottier,
- Rene Trudell,
- Darren Turcotte,
- Rene Trudell,
- Norman Tustin,
- Tony Tuzzolino,
- Fedor Tyutin,

## U
- Igor Uljanov,
- Jeff Ulmer,
- Layne Ulmer,

## V
- Carol Vadnais,
- Melville Vail,
- Steve Valiquette,
- Darren Van Impe,
- John Vanbiesbrouck,
- Ryan VandenBussche,
- Alekszej Vasziljev,
- Pat Verbeek,
- Dennis Vial,
- Steve Vickers,
- Gilles Villemure,
- Terry Virtue,
- Vlagyimir Vorobjev,
- Aaron Voros,
- Carl Voss,

## W
- Frank Waite,
- Gordie Walker,
- Peter Wallin,
- Aaron Ward,
- Dixon Ward,
- Jason Ward,
- Eddie Wares,
- Bill Warwick,
- Grant Warwick,
- Phil Watson,
- John Webster,
- Kevin Weekes,
- Steve Weeks,
- Doug Weight,
- Dale Weise,
- Jay Wells,
- Len Wharton,
- Simon Wheeldon,
- Rob Whistle,
- Sherman White,
- Trent Whitfield,
- Doug Wickenheiser,
- Juha Widing,
- Jim Wiemer,
- David Wilkie,
- Jeremy Williams,
- Tom Williams,
- Bert Wilson,
- Carey Wilson,
- Dunc Wilson,
- Johnny Wilson,
- Mike Wilson,
- Hal Winkler,
- Chad Wiseman,
- Johan Witehall,
- Wojtek Wolski
- Bob Wood,
- Gump Worsley,
- Jeff Woywitka,
- Bill Wylie,

## Y
- Harry York,
- Mike York,
- Tom Younghans,

## Z
- Matt Zaba
- Rob Zamuner,
- Joe Zanussi,
- Szergej Zubov,
- Mats Zuccarello,
- Nyikolaj Zserdev,